# Тавенер, Джон
Сэр Джон Кеннет Та́венер (англ. John Kenneth Tavener; 28 января 1944, Лондон — 12 ноября 2013, Чайлд Окефорд, Дорсет) — британский композитор.

## Биография и творчество
Прямой потомок композитора и органиста Джона Тавернера. Закончил Хайгейтскую школу и Королевскую Академию музыки (1965).
Джон Тавенер впервые обратил на себя внимание общественности в 1968 году во время премьеры своей оратории «The Whale», основанной на библейской легенде об Ионе. Некоторые из его первых опубликованных композиций, в частности, «Тереза» (1973, по заказу Королевского оперного театра) и «Кроткая» (1977, по рассказу Ф. М. Достоевского), показали, что духовные искания были его основным источником вдохновения. Его обращение к Православной Церкви в 1977 году (был крещён митрополитом Антонием Сурожским) стало результатом растущего убеждения, что восточные традиции сохранили изначальную сущность христианства, которую Запад потерял:

С детства я ощущал метафизический, духовный смысл реальности. Но так и не присоединился ни к одной из западных разновидностей христианства. Однажды я зашёл в одну из русских православных церквей в Лондоне и почувствовал себя там, как дома. Все было необычайно просто: я оказался в своем доме, и я остался в нём. Я был рожден британцем, в моих жилах течет шотландская кровь. В религиозном отношении я был пресвитерианцем — а эта религия далека от православия. Самое удивительное для меня в этом моем поступке было то, что в нём не было ничего рационального, обдуманного. Существуют, возможно, избранные Богом (я не хочу себя к ним причислять), но в мире нет ничего случайного. Возможно, что тот факт, что я принял православие, необычайно важен, как и то, что моя музыка вдохновлена православием. С его помощью я могу трогать сердца англичан способом, о котором они не помышляли и с которым никогда не соприкасались.
Говоря о других источниках влияния русской культуры, Тавенер обычно выделяет традицию знаменного пения и «Реквием» Анны Ахматовой, а также творчество И. Ф. Стравинского, в произведениях которого, как утверждает сам английский композитор, ему была наиболее близка фольклорная линия (в частности в «Свадебке») и А. Пярта, с которым его, по словам самого Тавенера, роднит восприятие своей роли творца как ретранслятора идей, исходящих от высших сфер:

Я назвал бы себя сосудом, сквозь который проходит музыка. Правда, я не стал бы употреблять слова „сферы“. Я бы сравнил свой метод сочинения с методом иконописца, пишущего икону. Когда я пишу музыку, передо мной всегда стоит икона Спасителя. С появлением музыки я чувствую, как что-то проходит сквозь меня. Трудно сказать, что это такое и откуда это исходит.
Православие не было единственным источником вдохновения Тавенера, который обращался к суфийской музыке, коптскому искусству, искусству американских индейцев.  В значительной степени это стало следствием того, что в первые годы нового тысячелетия объектом его интереса стала философская система швейцарского метафизика Фритьофа Шуона, которая охватывает различные религиозные традиции. Это изменение в направлении его взглядов проявляется в произведениях, написанных с 2001 года, таких, как «Завеса в храме» (англ. The Veil of the Temple для сопрано, инструментального ансамбля, хора и хора мальчиков (2002), которое включает элементы суфийской поэзии, а также христианские, мусульманские и индуистские тексты; «The Beautiful Names» для хора и оркестра (2007, в основе текста — 99 коранических имен Аллаха); «Реквием» (2007), где в католический текст включены фрагменты из Корана и Упанишады, а также вдохновленное индуистскими мотивами произведение «Lalishri» (2006) для скрипки соло и струнных, написанное для Никола Бенедетти. Сочинение «Popule meus» (2009) для виолончели соло и струнных описывается самим композитором, как размышление на  католический текст «О народ мой! Что Я сделал тебе и чем отягощал тебя?» (подробней см. Импроперий).

## Фильмография
Написал музыку к фильмам В. Херцога «Паломничество» (2001), К. Рейгадаса «Битва на небесах» (2005), А. Куарона «Дитя человеческое» (2006).

## Награды
Премия Грэмми (2002, в номинации «Лучший современный композитор»). Премия Айвора Новелло (год?). Возведен в рыцарское достоинство (2000).

## Избранные сочинения
- Кит (The whale), кантата (1966)
- Little Requiem for Father Malachy Lynch, для смешанного хора, струнных, трубы, и органа, (1972)
- Тереза. Опера о Терезе из Лизьё (1973)
- Песнь Пресвятой Богородицы (Магнификат), для сопрано, хора и оркестра (1976; на древнееврейском и греческом языках)
- Реквием Ахматовой, для сопрано, баса и оркестра (1980)
- Mandelion, для органа (1981)
- Агнец (The Lamb), хорал на стихи У. Блейка (1982)
- Eis Thanaton (К смерти?), ритуал для сопрано, баса и оркестра (1986)
- Покров Пресвятой Богородицы (The Protecting Veil), для виолончели и струнного оркестра (1988, премьера — Стивен Иссерлис и Лондонский симфонический оркестр, 1989)
- Плач (Threnos, Thrinos), для виолончели соло (1990)
- We shall see Him as He is (Мы увидим Его, каков Он есть), для сопрано, 2 теноров, виолончели, хора и оркестра (1990)
- Мария Египетская, опера (1991)
- Икона Рождества (Ikon of the Nativity), для хора a capella (1991)
- Богоявление(Theophany), для оркестра и магнитофона (1993)
- Песня для Афины (Song for Athene), для смешанного хора a cappella — на смерть британской актрисы Афины Ариадес (Athene Hariades)
- Ikon of Eros, для оркестра (2001)
- Lamentations and praises, для 12 мужских голосов и инструментального ансамбля (2001; премия Грэмми 2002)
- Завеса в храме (The Veil of the Temple), для сопрано, инструментального ансамбля, хора и хора мальчиков (2002)
- Schuon Lieder, для сопрано и инструментального ансамбля (2003)
- Laila (Amu), для сопрано, тенора и оркестра (2004)
- Прекрасные имена, для хора и оркестра (2007, текст — 99 коранических имен Аллаха)
- Lalishri, для скрипки и струнного оркестра (2008)
- Реквием, для солистов, хора, виолончели и оркестра (2008)
- Смерть Ивана Ильича, монодрама (2012)